# Сато, Нобуюки (легкоатлет)
Нобуюки Сато (яп. 佐藤信之 сато: нобуюки); род. 8 августа 1972, Кария (Айти) — японский легкоатлет, специализировался в марафоне.
На олимпийских играх 2000 года занял 41-е место, показав время 2:20.52.

## Биография
Во время учёбы в школе Сато играл в футбол, был членом школьной футбольной команды. В 7-м классе его талант для бега заметил школьный тренер Фуми Накано. Под его руководством он стал выступать на соревнованиях. В 1987 году он занял 3-е место на чемпионате Японии среди учеников младших классов в беге на 3000 метров, его результат 8:45,13. Чуть позже он перешёл к другому тренеру, бывшему марафонцу Косиро Кавагути (его личный рекорд в марафоне 2:12.04). В 1990 году занял 8-е место в беге на 500 метров на чемпионате Японии среди учеников старших классов. После окончания школы он поступил в университет Тюо, в городе Хатиодзи. Его следующим крупным соревнованием стал Хаконэ-экидэн 1991 года, протяжённостью более 200 километров, на котором Сато бежал 10-й этап. В итоге команда его университета заняла 3-е место.
В 1996 году он планировал дебютировать на марафонской дистанции и выступить на Токийском марафоне, однако из-за травмы был вынужден отложить выступление на 2 недели. 1 декабря 1996 года он выступил на Фукуокском марафоне, заняв на нём 16-е место с результатом 2:17.48.

## Достижения
- 6-е место на марафоне озера Бива 1997 года — 2:12.28
- 2-е место на Фукуокском марафоне 1998 года — 2:08.48
- 4-е место на Пекинском марафоне 2001 года — 2:10.32